# Troy Van Leeuwen
Troy Van Leeuwen   (Los Ángeles, California; 5 de enero de 1970) es un guitarrista estadounidense conocido por haber tocado en bandas como A Perfect Circle o Queens of the Stone Age, de la cual forma parte desde 2002. Además, fue productor e ingeniero de sonido de grupos como Korn y Limp Bizkit, grabó en el último disco de Robbie Williams y tiene su propia gama de guitarras signatur de Fender, la Jazzmaster Troy Van Leeuwen.

## Biografía
Troy comenzó interesándose más por instrumentos musicales como la batería, pero con 13 años se decidió por la guitarra, ya que poseía mejores dotes. Comenzó tocando en bandas como Jester, Little Boots o 60 Circle, con estos últimos grabó dos discos, Pretender (1995) y un autotitulado un año más tarde. Pero con el resto ni siquiera grabaron material alguno. En 60 Circle conoció a Kelli Scott, con quien más tarde formaría una banda llamada Enemy.
A finales de 1996 entra en la banda Failure, donde coincide con Kelli Scott y donde consigue su primer éxito en una banda. Con Failure logra ser una de las bandas más influyentes de los comienzos de los 90 y sentaron bases para bandas como A Perfect Circle o Chevelle. Durante su estancia en esta banda, Troy conoce en varias giras a Queens of the Stone Age, donde posteriormente entraría como guitarrista. Sin embargo tan sólo puede grabar un álbum con Failure, su último disco titulado Fantastic Planet (1996), Failure tomó una larga pausa desde 1997 hasta 2017.
Su próximo reto fue A Perfect Circle, un supergrupo formado por músicos, que venían de bandas como Nine Inch Nails, The Smashing Pumpkins, Marilyn Manson o Tool. Con ellos graba en 2000 su álbum debut, Mer de Noms, y Thirteenth Step, en 2003, año en que deja la banda.
En 2002, Troy ingresa en Queens of the Stone Age, aunque compagina con APC, para acompañar a Josh Homme en la guitarra. Antes que Troy tan sólo Homme era el guitarrista principal, pero siempre contaba con colaboraciones especiales como Brendon McNichol, que fue el guitarrista de apoyo de Homme desde 2000 al 2001, girando con la banda y colaborando en la grabación de Songs for the Deaf. 
Desde entonces, Troy grabó cinco álbumes de estudio: Lullabies to Paralyze, en 2005, Era Vulgaris, en 2007, ...Like Clockwork, en 2013, Villains, en 2017 e In Times New Roman... en 2023.

## Proyectos personales
Troy fundó y es líder y guitarrista de Enemy, una banda de alternative metal, junto al bajista Eddie Nappi (Handsome, Mark Lanegan Band) y, el mencionado anteriormente, baterista Kelli Scott (Failure). Con ellos ha grabado, hasta la fecha, un único álbum, Hooray For Dark Matter en 2005. Actualmente es el guitarrista principal de la banda Sweethead.

## Discografía selecta

### Con Queens of the Stone Age
- Lullabies to Paralyze (2005)
- Era Vulgaris (2007)
- ...Like Clockwork (2013)
- Villains (2017)
- In Times New Roman... (2023)

### Con A Perfect Circle
- Mer de Noms (2000)
- Thirteenth Step (2003)
- aMotion (2004)

### Con Limp Bizkit
- New Old Songs (2001)